# 軽動詞
軽動詞（けいどうし、英: light verb）は、言語学において、意味的にあまり重要なものを持っていない動詞のことを指し、ほかの語（名詞であることが多い）と共に述語を形成する。 英語においてよく使われる軽動詞は、make, do, take, have, give, get の6つである。 軽動詞は、英語では一般的に「light verb」であるが、他にも「delexical verb（語彙的意味をほとんど持たない動詞）」「vector verb（ベクトル動詞）」「explicator verb（解説者動詞）」「thin verb（厚みのない動詞）」「empty verb（中身のない動詞）」「semantically weak verb（意味の弱い動詞）」などと呼ばれることがある。  軽動詞は、動詞が出現する節への意味的な貢献に関して助動詞に似ているが、助動詞の特徴は持たないため、助動詞とは区別される。
軽動詞の構文は、語の組み合わせがカテナを形成するにもかかわらず構文が構成素とは見なされないので、複合性の理論に合致しない。

## 例
ほとんどの軽動詞の構文は英語で名詞を含み、延伸動詞構文と呼ばれることもある。 軽動詞の構文には、前置詞なども含まれている。
They did the review of my paper first.
（彼らは私の論文を最初にレビューした。）
Sam did the cleaning yesterday.
（サムは清掃を昨日やった。）
Who got such intense criticism?
（誰がそのような激しい批判を受けたか）
Susan is getting much support from her family.
（スーザンは家族から多くの支持を得ている。）
I am going to have a nice nap.
（いい昼寝をするつもりだ。）
She had a smoke.
（彼女はタバコを一服した。）
We had a slow, boring conversation.
（私たちは、のんびりと退屈な会話をした。）
Are you giving a presentation at the conference?
（あなたは学会でプレゼンテーションをする予定ですか？）
They gave the kids a hard time.
（彼らは子供たちをつらい目に遭わせた。）
Who will give you a hug?
（誰があなたにハグしますか？）
Who made such a severe mistake?
（誰がそのような重大な間違いをしたのか？）
I made the first request.
（私は最初のリクエストをした。）
Sam has taken a shower.
（サムはシャワーを浴びた。）
Why is Larry taking a nap?
（なぜラリーは昼寝をしているのですか？）
We should take a break soon.
（私たちはそろそろ休憩を取るべきだ。）
Have you taken advantage of that opportunity?
（あなたはその機会を利用したことがありますか？）
I haven't taken that into consideration.
（私はそれを考慮に入れていない。）
軽動詞には下線が引かれており、太字の単語が軽動詞の構文を構成している。 それぞれの構文は、文の主要な述語（の主な部分）である。 なお、限定詞 a は変数であり、軽動詞の構文に含まれないことに注意が必要である。例えば、一回シャワーを浴びた場合は「Sam took a shower.」であるが、二回の場合 a は現れず「Sam took two showers.」となる。 軽動詞は文全体の意味にほとんど関わっておらず、主な意味は太字で表された名詞が担っている。

## 注記
1. ↑  Concerning light verbs in general, see Jespersen (1965, Volume VI:117), Grimshaw and Mester (1988), and especially Butt (2003:paper atttached).